# صبحي ياسين خضير السامرائي
صبحي ياسين خضير السامرائي هو سياسي عراقي ولد في بغداد سنة 1931، وهو حاصل شهادة البكالوريوس جامعة بغداد ثم شهادة الماجستير درجة شرف في الكيمياء من الولايات المتحدة الأمريكية ولاية يوتا
شغل منصب وكيل وزارة الصناعة من الفترة 1977 - 1982، ثم وزير الصناعة والمعادن خلفا لطاهر العاني في 27 تموز 1982، وفي في 2 آذار 1987، استبدل اسم الوزارة إلى وزارة الصناعات الثقيلة. شغل قاسم أحمد تقي العريبي منصب وزير الصناعات الثقيلة في 23 آذار 1987، وعين صبحي السامرائي مستشارا في رئاسة الجمهورية.
توفي في عمان ،الأردن عام 2013.